# Phytoecia somereni
Phytoecia somereni är en skalbaggsart som beskrevs av Stefan von Breuning 1951. Phytoecia somereni ingår i släktet Phytoecia och familjen långhorningar.
Artens utbredningsområde är Kenya. Inga underarter finns listade i Catalogue of Life.